# 尼娜·日瓦涅夫斯卡娅
尼娜·亚历山德罗芙娜·日瓦涅夫斯卡娅（俄语：Нина Александровна Живаневская，1977年6月24日—），俄罗斯、西班牙女子游泳运动员。她曾代表独联体、俄罗斯、西班牙参加1992年、1996年、2000年、2004年和2008年夏季奥林匹克运动会游泳比赛，获得二枚铜牌。